# Liška polární
Liška polární (Vulpes lagopus), též liška lední, lis horní či jen pesec je drobná, ale houževnatá psovitá šelma, která dokáže žít v nehostinných podmínkách. Na životě není ohrožena ani při teplotě −50 °C, nebo nižší a pro takové extrémy je vybavena především hustým, vícevrstvým a nepromokavým kožichem.

## Taxonomie
Prvním, kdo ji vědecky popsal, byl švédský přírodovědec Carl Linné, a to v 10. vydání jeho publikace Systema Naturae (v roce 1758, jako Canis lagopus). Dříve byla klasifikovaná jako jediný druh rodu Alopex, ale na základě jaderné a mitochondriální DNA patří do rodiny Vulpes, kde je začleněna mezi další příbuzné druhy společně v jednom rodě.

## Rozšíření, početnost a možné hrozby
Liška polární je široce rozšířena v severních částech Evropy, Asie a Ameriky, v Grónsku a na dalších přilehlých ostrovech v arktickém regionu. Kvůli obchodu s kožešinami byla vysazena i tam, kde se původně nevyskytovala (např. Aleutské ostrovy) a protože redukuje některé ohrožené druhy ptáků, je snaha ji jakožto invazní druh z takových oblastí odstranit. Jejím životním prostředím je tundra, lesotundra a mořské pobřeží, především v zimě proniká při hledání potravy i na zamrzlé moře a ledové kry. Obvykle se pohybuje v nadmořské výšce 0–3000 metrů.
Mezinárodní svaz ochrany přírody (IUCN) uvádí, že v divočině se nachází řádově stovky tisíc jedinců, populace je z globálního hlediska stabilní a proto ji hodnotí jako málo dotčenou. Ačkoli na některých místech dochází k poklesu a jsou stavy proměnlivé, obecně je na většině míst hojná. Kriticky ohrožená je v oblasti Fennoskandinávie, kde byla v minulém století hromadně lovena (k roku 2012 se napočítalo méně než 200 zvířat), nebo na Komandorských ostrovech kvůli parazitu – roztoči druhu Otodectes cynotis (na počátku 90. století zde přežívalo asi jen 90 lišek). Ve Finsku již pravděpodobně vyhynula.
Zdá se, že na některých místech představuje určitou hrozbu predace, případně konkurence ze strany lišky obecné a další důležitý faktor, který ovlivňuje život lišky polární, je, že je závislá na svojí běžné potravě – především na hlodavcích (lumících). Je-li jí nedostatek, klesá jednak počet mláďat ve vrhu a stejně tak i šance potomků, že se dožijí dospělosti.

## Fyzické vlastnosti, adaptace
Liška polární má tělo (společně s hlavou) dlouhé 46–68 cm, ocas měří asi 30 cm a v kohoutku je vysoká 25–30 cm, v porovnání s liškou obecnou je asi poloviční. Hmotnost se pohybuje v rozmezí 1,4–9,4 kg, samci jsou obvykle poněkud větší než samičky. Pohlavní dimorfismus je tedy často patrný, ale u některých populací minimální. Má malé nohy a zaoblené uši. Její srst je v zimě hustá a dlouhá, obvykle bílé nebo šedobílé barvy a vzácně ji lze spatřit v ocelově modrošedém kabátě. Letní srst je krátká a méně hustá, šedé či černé barvy. V zimě jí sněhobílá srst slouží jako dokonalé ochranné zbarvení. V létě srst zhnědne nebo zšedne, aby se liška snáze skryla mezi kameny a rostlinami. Pokud žije tam, kde nedochází k většímu kolísání teplot, může se v tmavém kožichu pohybovat po celý rok. Různé zbarvení srsti se objevuje i u mláďat z jednoho vrhu. Z toho lze usoudit, že se zahalují do sněhově bílého „kabátu“ relativně krátkou dobu, důsledkem přirozeného výběru, tedy přizpůsobení se životu v chladném arktickém prostředí.

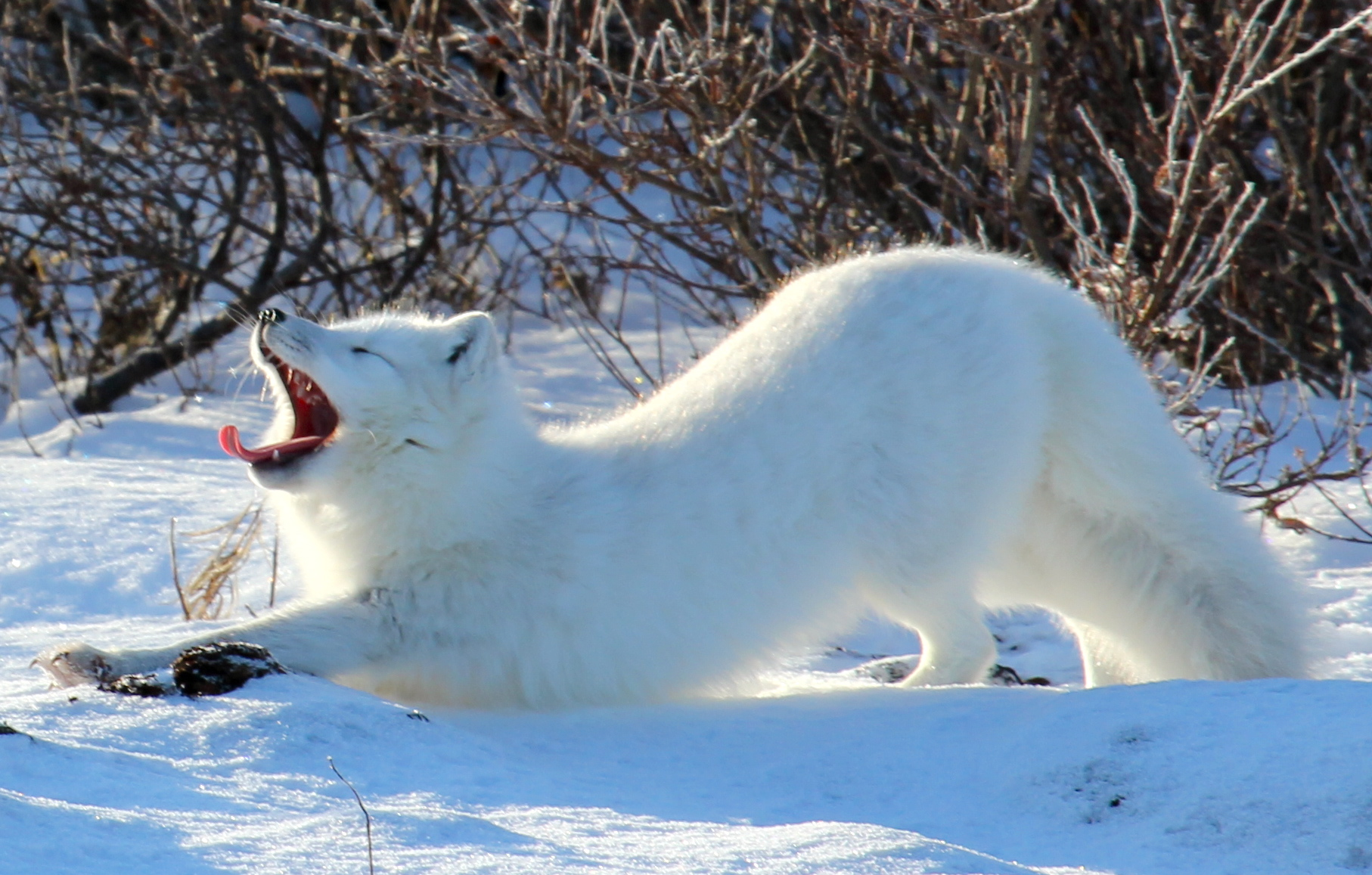
zimní srst
během línání
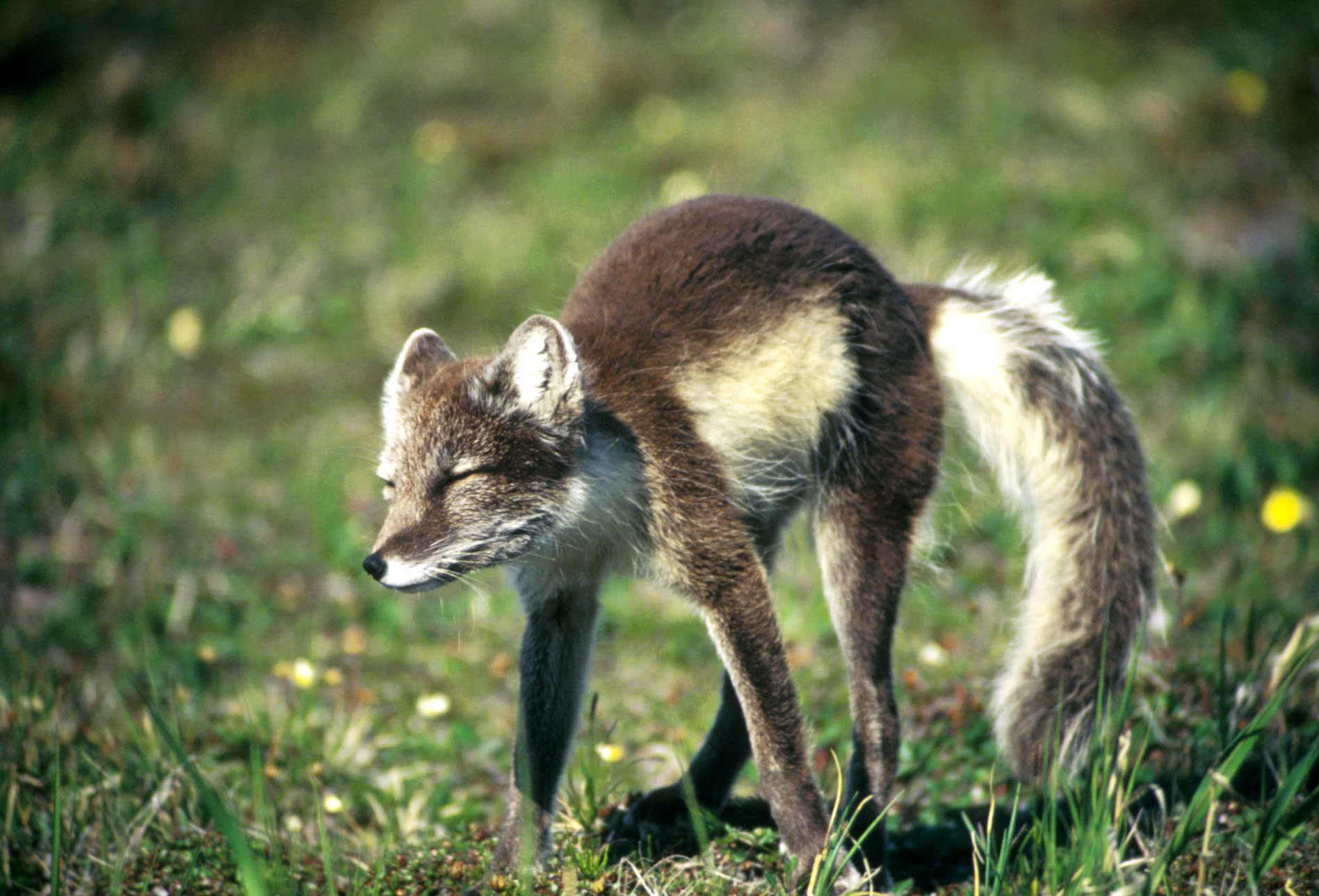
letní srst

Tato poměrně drobná a nenápadná šelma je velmi houževnatá a dokáže žít v nehostinných podmínkách. Na životě není ohrožena ani při teplotě −50 °C, nebo nižší a pro takové extrémy je vybavena především hustým, vícevrstvým a nepromokavým kožichem. Právě její srst poskytuje vůbec tu nejlepší izolací, kterou savec může mít a takovou není obdařen ani lední medvěd. Liška polární je údajně natolik dobře vybavena, že se začíná třást teprve při teplotě −70 °C. Dokáže přežít i díky důmyslně řešené krevní výměně v nohách – těsné umístění žil způsobuje, že je studená krev okamžitě přeměněna na teplou a udržuje si tak stabilní teplotu těla, nohy jsou tím pádem studenější. Neméně důležitou roli hraje také dostatečné množství tukových zásob.
Liška polární umí štěkat podobně jako pes a často se takto projevuje účelně, např. když chce odehnat blížícího se člověka od doupěte nebo mláďat. Silným přerušovaným štěkotem se ozývá i při lovu.

## Způsob života

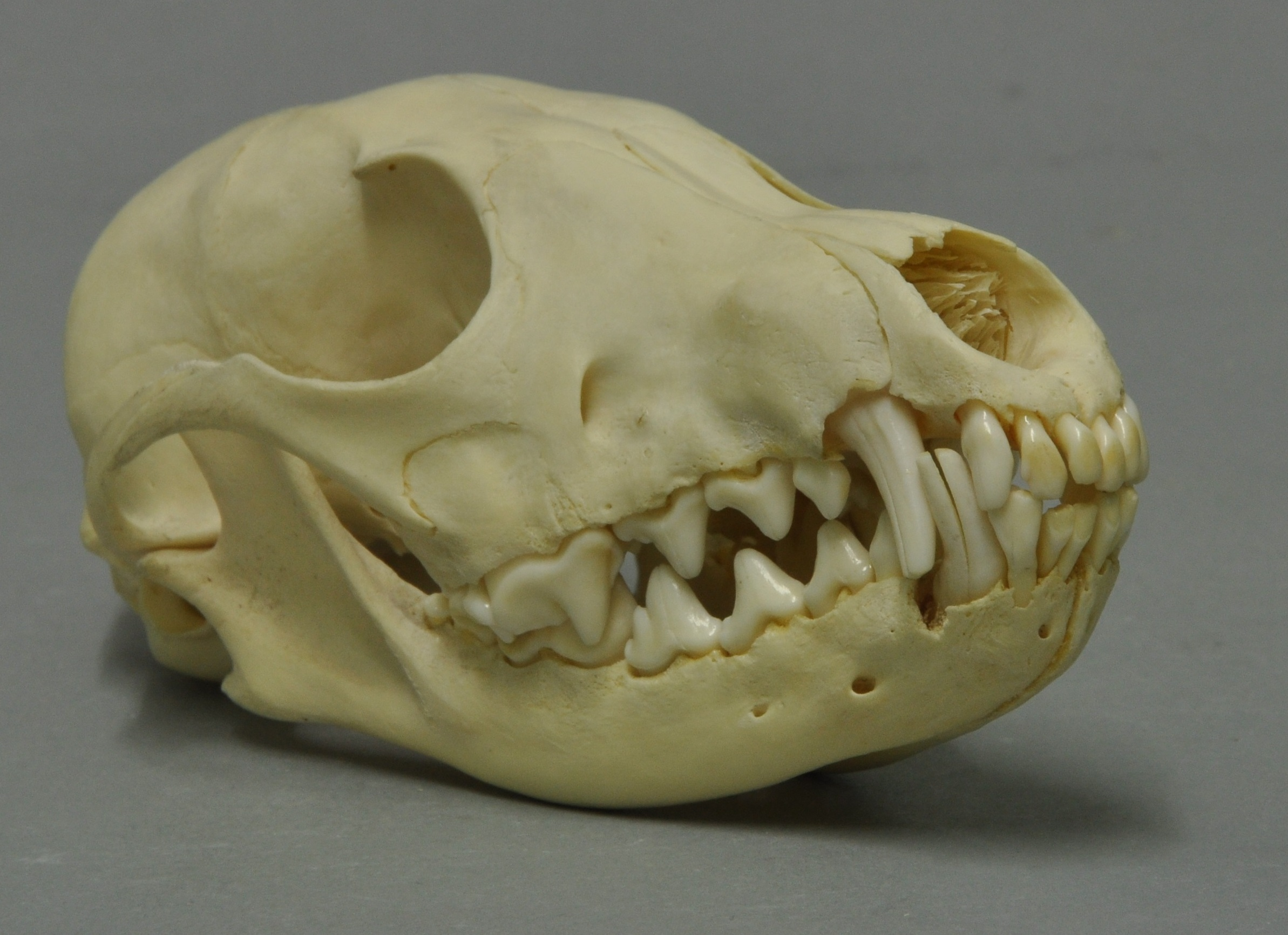
Lebka lišky polární

Liška polární žije samotářsky nebo v rodinných skupinách s často složitou sociální strukturou. Teritoria vytváří pouze v letním období o rozloze 4–60 km², přičemž se velikost odvíjí od toho, jak hojná je v dané oblasti její běžná potrava. Zimu tráví na mořském pobřeží, ledových polích a někdy i na zamrzlém moři. Je přitom téměř stále v pohybu a migruje za potravou na značné vzdálenosti. Liška vybavena sledovacím zařízením (GPS) prozradila jedno takové putování; z Norska do Grónska se dostala za 21 dní a urazila při tom 1512 km. Poté se přesunula na Ellesmerův ostrov (sever Kanady) a za 76 dní překonala už celkem 3506 km, dále už zařízení přestalo fungovat. Denně ušla průměrně něco přes 46 km, ale zvládla zdolat až 155 kilometrů. Na noc se zahrabává do sněhu a po přespání pokračuje dál v potulkách. Naproti tomu v letním období se liška vrací ke svým norám, které čistí a případně rozšiřuje. Její nora může mít asi 4–13 východů a často tvoří skutečný labyrint o ploše zhruba 30 m², obývaný více liščími rodinami. Největší nory mohou mít až 100 vchodů a takové jsou používány a udržovány třeba po staletí, neboť se dědí z generace na generaci. Zbytky potravy a výkaly poskytují dobré hnojivo a v blízkém okolí takových nor je půda bohatá na živiny. Bujnou vegetací se pak nechá zlákat kořist, kterou se liška posléze živí.

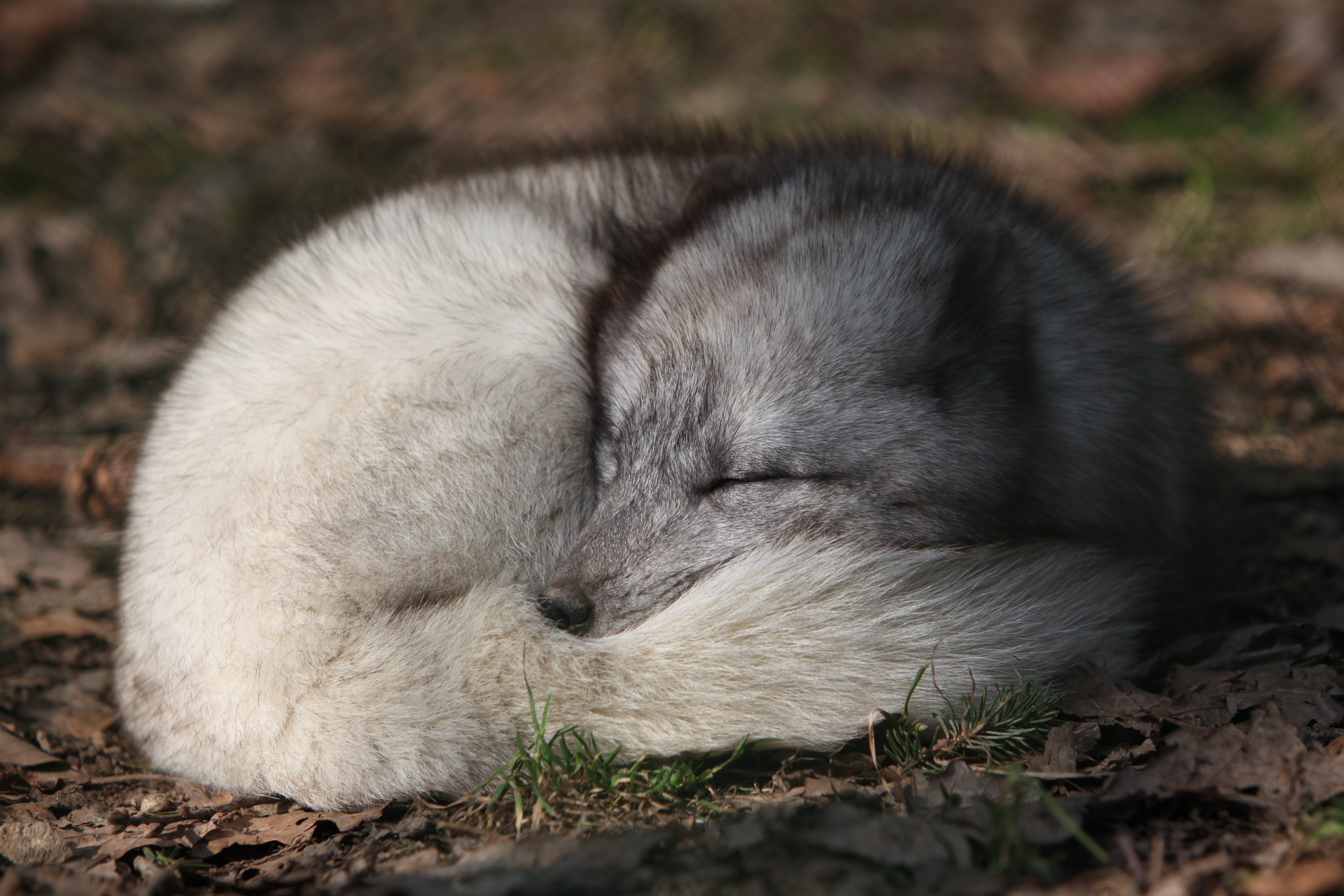
Liška polární v chladných měsících často odpočívá a šetří tak svou energii

### Potrava
Liška polární je v podstatě oportunistický predátor a loví zkrátka to, co se nabízí. Lze ji tak pokládat za všežravce. Vnitrozemské populace upřednostňují drobné hlodavce, především pak lumíky. V pobřežních oblastech a na ostrovech je její jídelníček o poznání pestřejší a zahrnuje do něj některé druhy ptáků (alkouni, papuchalci, kajky, buřňáci, racci, rybáci, bělokurové, tetřevi a další), jejich vejce a mláďata, zajíce, žáby, měkkýše, nebo se přiživuje na zbytcích kořisti ledních medvědů a vlků, případně pronásleduje stádo sobů a vyčkává, zda nějaký z nich neuhyne vyčerpáním. Sama se dokáže zmocnit i bezbranných mláďat tuleňů kroužkovaných. Pokud je potravy nedostatek, poslouží i vyvrhnuté ryby z moře, různé bobule a dokonce zvířecí trus. Když je potravy naopak přehršel, tvoří se jí zásoba tuku, nebo ji hromadí v různých úkrytech a vrací se pro ni ve vhodnou dobu.
Stravu hledá podobným způsobem jako psi. Ukáže-li se v blízkosti lidských obydlí, dokáže se zmocnit různých předmětu, které považuje za potravu a proto ji mnozí obyvatelé nemají příliš v lásce.

### Rozmnožování, věk

Mláďata

Liška polární bývá monogamní a žije v páru, ale nové genetické testy ukázaly, že štěňata z jednoho vrhu nemusí mít stejného otce. Rozmnožuje se na jaře a v létě, často až dvakrát za rok. Samec zůstává s družkou a stará se i o mláďata (dokáže se starat taktéž o cizí, v domnění, že jsou jeho), rovněž při tom hájí své území. Námluvy probíhají od konce února do poloviny dubna. Samice zabřezne v období mezi březnem a dubnem a gravidní je po dobu 46–58 dní. Ve vrhu (květen–červen) bývá obvykle 3–8 mláďat, v závislosti na podmínkách (především na hojnosti primární potravy), výjimečně jich však může být až 25 (vrh údajně rekordní v rámci řádu Carnivora). Ve stáří 21–28 dní opouštějí doupě a poprvé prozkoumávají okolí. Odstavena jsou ve věku 63–84 dní, ale nachází-li se v lokalitě bohaté na potravu pohybují se na dosah svých rodičů. Pohlavně zralá jsou už ve stáří 10 měsíců, což je poměrně brzy. Liška se může dožít až 16 let (v zajetí až 20 let), průměrně však žije pouhé 3–4 roky.

### Přirození nepřátelé
Kromě člověka představuje hrozbu vlk polární a případně lední medvěd, avšak obzvláště jemu se snaží vyhýbat. Dalším možným predátorem je rosomák. Pravděpodobně v důsledku současných klimatických změn dochází také k častější konfrontaci s liškou obecnou a ta má i díky své velikosti obvykle navrch. Může ji zabít nebo odehnat od potravy a navíc si přivlastňuje její doupata. Kvůli svému drobnému vzrůstu se nevyhne ani nebezpečí shůry a musí se mít na pozoru před orlem skalním.

### Nemoci
Liška polární hostí parazitické měchožily bublinaté, které žijí v jejích střevech. Vylučováním zamořuje terén a náhodné požití (např. otřením se prsty a následném dotyku s ústy) může být člověku velmi nebezpečné, není-li včasně zahájena léčba. Zjištěna byla i vzteklina, podobně jako u vlka arktického a dalších zdejších šelem.

## V českých zoo a kožešnictví
Početnou skupinu polárních lišek chová v České republice zoo Brno. Jedná se o nenáročné a poměrně atraktivní chovance, přesto bývají chovány poměrně zřídka.
Liška polární patří mezi kožešinová zvířata chovaná na specializovaných farmách. V kožešnictví je často nazývána „pesec“, což je název přejatý z ruštiny (jindy však může tento název označovat jednu barevnou formu tohoto druhu).